# حزقيال مانويل رودريغيز بيريز
حزقيال مانويل رودريغيز بيريز (بالإسبانية: Juan Manuel Rodríguez Pérez)‏ هو مدرب كرة قدم ومدرب رياضي إسباني، ولد في 16 ديسمبر 1958 في لاس بالماس دي غران كناريا في إسبانيا.